# Druhá strana (Hvězdná brána)
Druhá strana (v anglickém originále The Other Side) je 2. epizoda 4. řady sci-fi seriálu Hvězdná brána.

## Děj
Dlouhá a krutá válka na planetě Euronda zlikvidovala atmosféru planety a zmenšila populaci na minimum. Euronďané, nyní žijící v podzemí zde objevili hvězdnou bránu, a pomocí ní se jim podařilo kontaktovat planetu Zemi. Nabízejí pozemšťanům vyspělejší technologii z jakékoliv oblasti výměnou za pravidelné dodávky tzv. těžké vody, kterou využívají pro své reaktory. Americká armáda, nadšená z možnosti získat vyspělé technologie samozřejmě souhlasí. Jen Daniel Jackson má námitky. Nelíbí se mu, že Euronďanům slepě důvěřují, a o místní válce nic neví.
Postupně se ukáže, že váhání dr. Daniela Jacksona bylo na místě. O generaci zpět začali Euronďané válku s dalším národem na této planetě, tzv. Ploditeli (míšenci, anglicky: Breeders), které se rozhodli zcela eliminovat. Neštítili se ani toho, kompletně zničit atmosféru planety a zahubit tak všechen nepřizpůsobivý život. Při tom doufali, že tím vyhladí i Ploditele. Ti ovšem přežili a ve válce jsou jim silným protivníkem.
Po tomto zjištění SGC od dohody s Euroďany odstupuje, a Jack O'Neill navíc pomocí dálkově řízené stíhačky zničí eurondskou základnu. Tím Ploditelé získají převahu.

## Zajímavosti
- Podle jediného, špatně rozeznatelného záběru, jsou Ploditelé také Lidé. Nebylo zjištěno, proč se jim říká Ploditelé či míšenci. Eurondské informace o tom, že "...ploditelé se rozmnožují se vším..." tak mohou být pouze propaganda.